# Liberté, Égalité, Choucroute
Pour plus de détails, voir Fiche technique et Distribution.
Liberté, Égalité, Choucroute est un film franco-germano-italien écrit et réalisé par Jean Yanne, sorti en 1985.

## Synopsis
En avril 1789, le commandeur des croyants quitte Bagdad pour Paris afin d'acquérir au Salon de l'équipement de bourreau (le SEB) une machine à décapiter infaillible, la guillotine, car le pal ne le distrait plus.
S'ensuit une présentation parodique de la Révolution française (les paroles de La Marseillaise sur l'air du Brésilien, Jean Yanne ayant toujours montré un faible pour les séquences musicales) qui verra Louis XVI prendre la fuite pour arriver non pas à Varennes mais à Bagdad.

## Fiche technique
- Titre : Liberté, Égalité, Choucroute
- Réalisation : Jean Yanne
- Scénario : Jean Yanne
- Décors : Carlo Simi et Jean-Louis Povéda
- Photographie : Armando Nannuzzi
- Montage : Anne-Marie Cotret
- Musique : Claude Germain et Jean Yanne
- Production : André Djaoui, co-produit avec Sylvio Tabet (en)
- Sociétés de production : Films 21, FR3, Les Producteurs associés, Société nouvelle de cinématographie (SNC), Societa investimenti milanese (co-production) et Ekta Film (en association)
- Société de distribution : Union générale cinématographique
- Pays :  France,  Italie,  Allemagne de l'Ouest
- Langue : français
- Format : Couleurs - 35 mm
- Genre : Comédie
- Durée : 113 minutes
- Dates de sortie :
  - France : 30 avril 1985
- Affiche : Clément Hurel (France)

## Distribution
- Michel Serrault : Louis XVI
- Ursula Andress : Marie-Antoinette d'Autriche
- Jean Poiret : calife Shazaman al Rachid
- Mimi Coutelier : Charlotte Corday
- Catherine Alric : Shéhérazade
- Gérard Darmon : Mirabeau
- Roland Giraud : Robespierre
- Daniel Prévost : vizir Raymond Ben Mousmoul
- Olivier de Kersauson : Danton
- Georges Beller : Camille Desmoulins
- Darry Cowl : Rouget de l'Isle
- Jacques François : Necker
- Philippe Lemaire : conteur arabe
- Paul Préboist : Gaston
- Yanou Collart : Mme de Launay
- Philippe Castelli : docteur Guillotin
- Paul Mercey : chef des Sans-culottes
- Gérard Hernandez : policier du calife
- Rik Battaglia : La Fayette
- Venantino Venantini : Sans-culotte
- Christian Frémont :
- Andy Luotto : policier du calife
- Sergio Nicolai :
- Remo Remotti (it) :
- Massimo Sarchielli (it) :
- Carlo Colombo :
- Severino Saltarelli :
- Fernando Arena :
- Franco Fantasia :
- Ezio Marano (it) : député
- Franco Trevisi (it) :
- Nicolas Nocchi : danseur
- Franck Begue : danseur
- Jean-Marc Petit : danseur
- Didier Evhort : danseur
- Paul Müller :
- Nicole Brunet : dame de compagnie (non-créditée)
- Francesca D'Aloja : dame de compagnie (non-créditée)
- Duccio Dugoni : député (non-crédité)
- René Marchal  : le fromager
- Sabina Jagep : dame de compagnie (non-créditée)
- Louise Kamsteeg : dame de compagnie (non-créditée)
- Alex Partexano (it) : portier de la Bastille (non-crédité)
- Jean Yanne : Marat (non-crédité)

## Autour du film
- Ce film est le dernier réalisé par Jean Yanne.
- Sur la couverture de la bande dessinée La langouste ne passera pas de Jean Yanne publiée en 1969, on voit déjà la devise Liberté, égalité, choucroute écrite sur le fronton de la mairie de Brezonnec-sur-Arven.
- On y voit danser du hip-hop dans le club privé « La Bastille ». Cette danse a vu ses débuts en France en 1982.